# Kooradahalli, Channarayapatna
Kooradahalli là một làng thuộc tehsil Channarayapatna, huyện Hassan, bang Karnataka, Ấn Độ.